# Onchidiidae
Onchidiidae zijn een familie van weekdieren uit de klasse van de Gastropoda (slakken).

## Geslachten
- Hoffmannola Strand, 1932
- Labbella Starobogatov, 1970
- Lessonina Starobogatov, 1976
- Onchidella J.E. Gray, 1850
- Onchidina Semper, 1882
- Onchidium Buchannan, 1800
- Paraoncidium Starobogatov, 1976
- Paraperonia Starobogatov, 1976
- Peronia Fleming, 1822
- Peronina Plate, 1893
- Platevindex H. B. Baker, 1938
- Quoya Labbé, 1934
- Scaphis Starobogatov, 1976
- Semperoncis Starobogatov, 1976